# Vandhår
Vandhår (Cladophora) er en slægt af forgrenede filamentøse Ulvophyceae (grønalger).
Slægten vandhår indeholder mange arter, der er meget svære at artsbestemme og klassificere, hovedsageligt på grund af deres store fremtoningsvariationer, som bliver påvirket af habitat, alder og miljømæssige betingelser. 
I modsætning til Spirogyra er vandhår filamenterne forgrenene.
Der er to flercellede trin i vandhårs livscyklus - en haploid gametofyt og en diploid sporofyt - som ser meget ens ud. De eneste måder at kunne skelne de to livstrin på, er ved enten at tælle deres kromosomer - eller ved at undersøge deres afkom. De haploide gametophyter producerer haploide gameter ved mitosis og de diploide sporophyter producerer haploide sporer ved meiosis. Den eneste synlige forskel mellem gameterne og sporene fra vandhår er ved, at gameterne har to flagella og sporene har fire.
Når der forurenes (overgødes) med fosfor/fosfat, kan vandhår opblomstringen blive enorm.

## Laos Mekong vandhår
I Laos bliver vandhår (ໄຄ [kʰáj]? "flod-alger" eller mere præcist ໄຄຫີນ [kʰáj hǐːn]? "klippe-flod-alger") almindeligvis spist som en delikatesse. Vandhår gror på sten og klipper og trives i klare områder af Mekong-flods bassinet. Vandhår bliver høstet 1 til 5 måneder om året og bliver ofte spist som tørrede lag (ໄຄແຜ່ນ [kʰáj pʰɛ̄ːn]? kaipen -kháy lag-), ligesom den japanske nori, selvom de er meget grovere i deres form. Luang Prabangs specialitet er tør khai med sesam(frø?), mens Vang Vieng er berømt for deres ristede kháy-lag. Vandhårlagene kan spises som strimmelstykker som en forret - eller til en hovedret. Luang Prabang kháy lagene er den mest tilgængelige form af Mekong-vandhår og er berømt i hele landet og i det tilstødende Isaan, selvom Mekong-vandhår er svært at finde efter Vientiane. Mekong-vandhår kan også spises råt, i supper - eller kogt - som i Lao amok kaldet ຫມົກໄຄ [mók kʰáj]?.

## Invasiv art
I de Store søer (Nordamerika) bliver vandhår beskyldt for at ødelægge fiskeindustrien og kystområder. Zebramusling populationer er også øget i antal i samme periode.

## Diversitet
Arter omfatter:
- Aegagropila linnaei - tidligere Cladophora aegagropila.
- Cladophora albida
- Cladophora aokii
- Cladophora brasiliana
- Cladophora catenata
- Cladophora coelothrix
- Cladophora columbiana
- Cladophora crispata
- Cladophora dalmatica
- Cladophora fracta
- Cladophora glomerata
- Cladophora graminea
- Cladophora montagneana
- Cladophora ordinata
- Cladophora prolifera
- Cladophora rivularis
- Cladophora rupestris
- Cladophora scopaeformis
- Cladophora sericea
- Cladophora vagabunda